# Audi A2H2

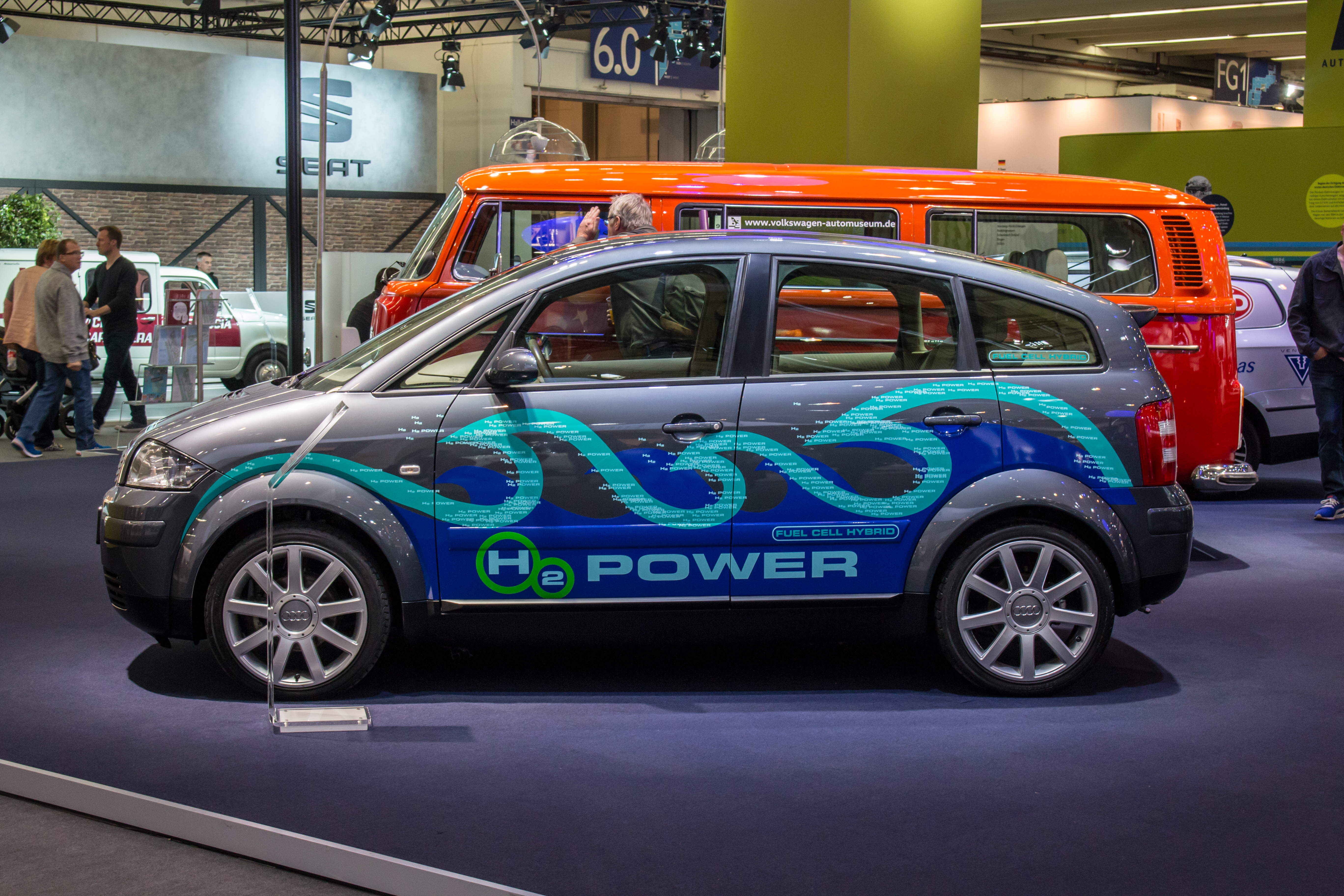
Audi A2H2 au Techno-Classica 2018.

 (juin 2022).
L'Audi A2H2 est un prototype de véhicule à pile à combustible à hydrogène basé sur l'Audi A2 qui a été dévoilé en 2004.
Le véhicule fonctionne avec de l'hydrogène qui est stocké dans des réservoirs sous pression à 350 bars. Une pile à combustible à membrane d'échange de protons d'une puissance de 66 kW fournit l'énergie nécessaire à un moteur électrique de 110 kW (150 ch). Cette puissance élevée est obtenue grâce à un accumulateur nickel-hydrure métallique de 38 kW qui sert de tampon. Les performances de conduite se situent dans la plage habituelle des véhicules à hydrogène de cette époque : l'autonomie avec trois réservoirs remplis de gaz comprimé (1,8 kg à 350 bars) est d'environ 220 km et le véhicule accélère de 0 à 100 km/h en 10 s. La vitesse maximale est de 175 km/h, ce qui est typique pour la production en série.